# Lista de jogos que Buda desaprovava
A lista budista de jogos é uma lista de jogos que o Buda Gautama teria dito que ele não jogaria e que seus discípulos também não deveriam jogar, porque ele acreditava que eles eram uma 'causa para negligência'. Esta lista data do século VI ou V a.C. e é a lista de jogos mais antiga conhecida.

## História
Há algum debate sobre a tradução de alguns dos jogos mencionados, e a lista dada aqui é baseada na tradução de T. W. Rhys Davids do Brahmajāla Sutta e está na mesma ordem apresentada no original. A lista é duplicada em vários outros textos budistas antigos, incluindo o Vinaya Pitaka.
1. Jogos em tabuleiros com 8 ou 10 linhas. Acredita-se que isso se refira a ashtapada e dasapada, respectivamente, mas comentários cingaleses posteriores referem-se a esses tabuleiros também sendo usados com jogos envolvendo dados.[2]
2. Os mesmos jogos jogados em tabuleiros imaginários. Akasam astapadam era uma variante de ashtapada jogada sem tabuleiro, literalmente "astapadam jogado no céu". Um correspondente do American Chess Bulletin identifica isso como provavelmente a primeira menção literária de uma variante de xadrez às cegas.[5]
3. Jogos de marcar diagramas no chão para que o jogador só possa andar em determinados lugares. Isso é descrito no Vinaya Pitaka como "tendo desenhado um círculo com várias linhas no chão, eles brincam evitando a linha a ser evitada". Rhys Davids sugere que pode se referir a parihāra-patham, uma forma de amarelinha.
4. Jogos em que os jogadores removem peças de uma pilha ou adicionam peças a ela, com o perdedor sendo aquele que faz com que a pilha balance (semelhante aos jogos pega-varetas modernos).
5. Jogos de lançar dados.
6. "Mergulhar a mão com os dedos esticados em laca, ou tinta vermelha, ou água de farinha, e bater a mão molhada no chão ou na parede, gritando 'O que será?' e mostrando a forma exigida—elefantes, cavalos, etc."
7. Jogos de bola.
8. Soprar através de um pat-kulal, um cachimbo de brinquedo feito de folhas.
9. Arar com um arado de brinquedo.
10. Brincar com moinho de vento de brinquedo feitos de folhas de palmeira.
11. Brincar com instrumentos de medida de brinquedo feitas de folhas de palmeira.
12. Brincar com carrinhos de brinquedo.
13. Brincar com arcos de brinquedo.
14. Adivinhar letras traçadas com o dedo no ar ou nas costas de um amigo (letras no escrita brami)
15. Adivinhar os pensamentos de um amigo.
16. Imitar deformidades.

Embora o jogo de xadrez moderno não tenha sido inventado no momento em que a lista foi feita, jogos anteriores semelhantes ao xadrez, como o chaturaji, podem ter existido. H. J. R. Murray refere-se à tradução de Rhys Davids de 1899, observando que o jogo de tabuleiro 8×8 é provavelmente ashtapada, enquanto o jogo 10×10 é dasapada. Ele afirma que ambos são jogos de percurso.

### Ocorrências no Cânone Páli
A lista completa é repetida várias vezes no Digha Nikaya como parte de uma mesma passagem que aparece chamada como 'A Seção Intermediária da Disciplina Moral', a qual detalha as maneiras pelas quais o Buda e seus seguidores diferem em suas práticas dos brâmanes e outros ascetas:
- Brahmajāla Sutta (DN 1)
- Sāmaññaphala Sutta (DN 2)
- Ambaṭṭha Sutta (DN 3)
- Soṇadaṇḍa Sutta (DN 4)
- Kūṭadanta Sutta (DN 5)
- Mahāli Sutta (DN 6)
- Jāliya Sutta (DN 7)
- Mahāsīhanāda Sutta (DN 8)
- Subha Sutta (DN 10)
- Kevaṭṭa Sutta (DN 11)
- Tevijja Sutta (DN 13)

A lista completa também ocorre duas vezes no Vinaya Pitaka, uma vez no Suttavibhanga como parte dos critérios para uma regra de suspensão, e uma vez no Cullavaga como parte de uma discussão técnica sobre o procedimento para banir monges de uma área.
Uma versão abreviada também ocorre em pelo menos dois outros sutras: o Upāli Sutta no Anguttara Nikaya e o Mahātaṇhāsaṅkhaya Sutta no Majjhima Nikaya.